# Schouwia purpurea
Schouwia purpurea là một loài thực vật có hoa trong họ Cải. Loài này được (Forssk.) Schweinfurth miêu tả khoa học đầu tiên.